# ZuPaPa!
ZuPaPa! (ズパパ！?) è un videogioco arcade per Neo Geo edito da SNK. Il suo prototipo fu sviluppato da Face nel 1994. Nonostante sia stato prima mostrato alla fiera dell'AOU Show di Tokyo e comparso poi su varie riviste giapponesi del settore sempre nello stesso anno, a titolo ultimato venne pubblicato solamente nel 2001, cioè a tre anni di distanza dalla chiusura dei battenti di Face (avvenuta nel 1998). 
Il 4 ottobre 2018 una emulazione per Xbox One, PlayStation 4 e Nintendo Switch è disponibile nella raccolta digitale Arcade Archives di Hamster Corporation.

## Trama
Da qualche parte nello sconfinato universo è localizzata una popolosa colonia spaziale abitata dagli Zupa, specie di alieni antropomorfi dall'aspetto di una stella, adorabili e dotati di un'intelligenza superiore. Un giorno tutti i loro bambini, gli Zooks, vengono misteriosamente rapiti da qualcuno. Il capotribù manda quindi i suoi due guerrieri più coraggiosi, ZuPaPa e ZuPiPi, in missione per salvarli e riportarli a casa sani e salvi.

## Modalità di gioco
Con il suo gameplay ispirato a classici come Bubble Bobble e Snow Bros., ZuPaPa! è un platform a schermata singola con visuale laterale fino a due giocatori, ove il primo controlla l'eponimo personaggio mentre il secondo ZuPiPi. Il gioco si compone di nove livelli: i primi otto sono suddivisi in cinque stage ciascuno, dove nel quinto vi si affronta e sconfigge il boss di turno, invece il nono e ultimo livello in soli due stage (nel secondo è localizzato il boss finale). Il tutto per un totale di 42 livelli. 
Per passare susseguentemente a un prossimo livello devono essere eliminati i variegati nemici presenti nell'area, prima stordendoli con un pugno e poi andando loro contro. La grande peculiarità però è dovuta alla presenza degli Zooks, i quali sono quattro raccoglibili piccoli alieni simili sempre alle stelle che possono venire lanciati contro di essi. Un nemico quando viene beccato dallo Zook e toccato poi da uno dei protagonisti esplode, generando un cerchio stellare che ne uccide altri al solo contatto e più di numero vengono lanciati più se ne ampia il raggio. Dopo l'esplosione rilascia della frutta assortita che assegna punti bonus variabili, oppure uno degli utili power-up. Se viene impiegato troppo tempo ad eliminare i nemici di un'area, al suono della sveglia arrabbiata appare un'invincibile creatura che fa perdere una vita di quelle a disposizione.